# Luis Mariano Delís Fournier
Luis Mariano Delís Fournier (Guantánamo, 6 de desembre 1957) és un antic atleta cubà especialista en llançament de disc.
Tot i que la seva principal especialitat era el disc, també competí en proves de llançament de pes. Entrà de ple a l'escena internacional quan guanyà la medalla de bronze als Jocs Olímpics de Moscou 1980. Més tard guanyà dues medalles (argent i bronze) als dos primers campionats del món.
El 1990 donà positiu per substàncies prohibides i fou desqualificat de la competició per dos anys. Després de retirar-se de la competició esdevingué entrenador, entrenant la campiona olímpica de 1992 Maritza Martén.

## Resultats
En llançament de disc si no es diu el contrari.
- 1993 Jocs Centre-americans i del Carib -  medalla d'argent
- 1987 Campionat del Món d'atletisme -  medalla de bronze
- 1987 Jocs Panamericans -  medalla d'or
- 1986 Jocs Centre-americans i del Carib -  medalla d'or
- 1985 Campionats Centre-americans i del Carib -  medalla d'or
- 1985 Campionats Centre-americans i del Carib -  medalla d'argent (pes)
- 1985 Universiada -  medalla d'or
- 1983 Campionat del Món d'atletisme -  medalla d'argent
- 1983 Jocs Panamericans -  medalla d'or
- 1983 Jocs Panamericans -  medalla d'argent (pes)
- 1983 Universiada -  medalla d'or
- 1982 Jocs Centre-americans i del Carib -  medalla d'or
- 1982 Jocs Centre-americans i del Carib -  medalla d'or (pes)
- 1981 Campionats Centre-americans i del Carib -  medalla d'or
- 1981 Campionats Centre-americans i del Carib -  medalla d'or (pes)
- 1980 Jocs Olímpics d'estiu -  medalla de bronze
- 1979 Jocs Panamericans -  medalla de bronze
- 1978 Jocs Centre-americans i del Carib -  medalla d'or
- 1977 Campionats Centre-americans i del Carib -  medalla d'argent